# Berliner Reifenwerk

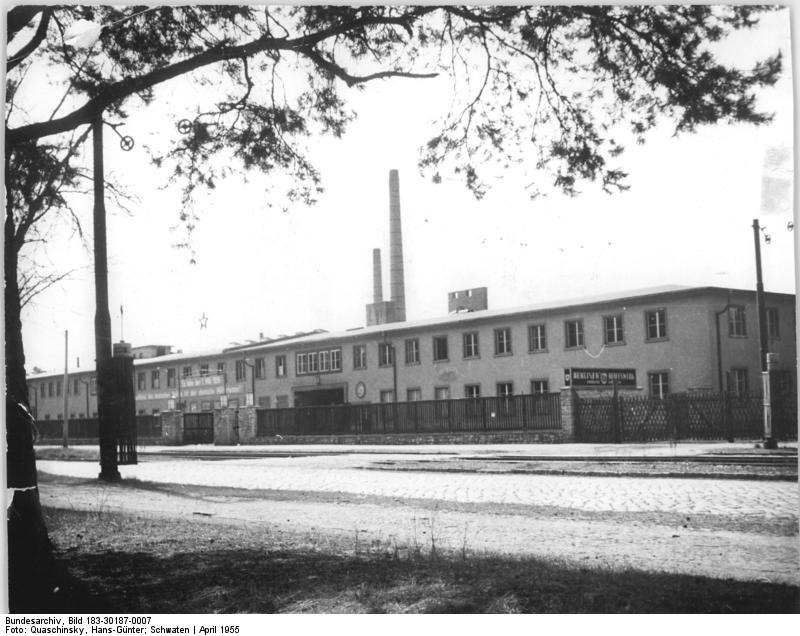
Berliner Reifenwerk, 1955

Der VEB Berliner Reifenwerk war ein auf die Runderneuerung von Autoreifen spezialisierter Industriebetrieb in der DDR. Kleinere Nachfolgeunternehmen waren auf dem Werksgelände in Berlin-Schmöckwitz bis 2000 bzw. 2008 aktiv. Nach Jahren des Leerstandes und mehreren Großbränden wurden die ehemaligen Produktionsgebäude 2015 abgerissen.

## Geschichte
Im Zuge der Dezentralisierung und Verlagerung rüstungsrelevanter Produktionsbetriebe ließ der Unternehmer Georg Müller, dessen Stammwerk in der Köpenicker Straße 152/153 in Kreuzberg lag, bis 1944 am südöstlichen Stadtrand Berlins in Schmöckwitz ein Werk für die Herstellung und Reparatur von LKW-Reifen sowie die Produktion von Schläuchen errichten. Das bis dahin bewaldete Gelände am Adlergestell pachtete Müller von der Forstverwaltung. Die Produktion erfolgte ausschließlich für den militärischen Bedarf.
Das zunächst als Provisorium für die Kriegszeit projektierte und in „Behelfsbauweise“ errichtete Werk wurde unmittelbar nach Kriegsende in mehreren Schritten erweitert. Es konzentrierte sich anfänglich auf die Produktion von Neureifen. 1953 wurde Müller enteignet und siedelte sich in West-Berlin an („Reifen-Müller“). Am 17. Juni 1953 wurde im Reifenwerk mit der Forderung gestreikt, den Betrieb an Müller zurückzugeben. Laut einem internen Bericht der Staatssicherheit „wollten sie damit ausdrücken, dass dadurch die alten Verhältnisse wie bei Müller wieder hergestellt werden“. Demnach hatten sich nach der Enteignung Müllers verschiedene Dinge für die Belegschaft zunächst verschlechtert (Wegfall der Berliner Lebensmittelkarte A und der Kohlenkarte, höhere Preise für das Werksküchenessen, Anrechnung von Heilkuren auf den Urlaub, Abbau der Gehälter für Angestellte).
Das Reifenwerk wurde zu einem volkseigenen Betrieb und 1968 in das Reifenkombinat Fürstenwalde integriert. Während die Reifenneuproduktion mit der Gründung des Kombinats unter anderem in Fürstenwalde konzentriert wurde, war der Betrieb in Schmöckwitz ab 1970 ausschließlich für Runderneuerungen zuständig; die dafür nötigen Altreifen wurden auch aus dem Ausland importiert. 1983 wurde neben dem Reifenwerk ein Reifenservice eingerichtet, der heute (Stand 2022) von der Firma „Reifen-Müller“ betrieben wird. In den 1980er Jahren beschäftigte das Werk in Schmöckwitz etwa 1.000 Arbeiter.
Nach der politischen Wende wurde der Betrieb 1990 in die Berliner Reifenwerk GmbH ausgegliedert, die anfänglich noch 840 Mitarbeiter beschäftigte. Die Treuhand übergab den Betrieb 1992 an die Erben Müllers, die ihn allerdings zügig weiterverkauften. Nach mehreren Besitzer- und Geschäftsführerwechseln und einem Streik der verbliebenen Belegschaft wegen ausstehender Lohnzahlungen wurde im Jahr 2000 das Insolvenzverfahren eröffnet und die Gesellschaft in der Folge aufgelöst. 2001 berichtete die Branchenpresse über staatsanwaltschaftliche Ermittlungen wegen Subventionsbetrug und Bilanzfälschungen; der Verbleib von 46,1 Millionen D-Mark an Fördermitteln, die vom Berliner Senat bzw. der Berliner Investitionsbank ausgezahlt worden waren, war zum Teil unklar.

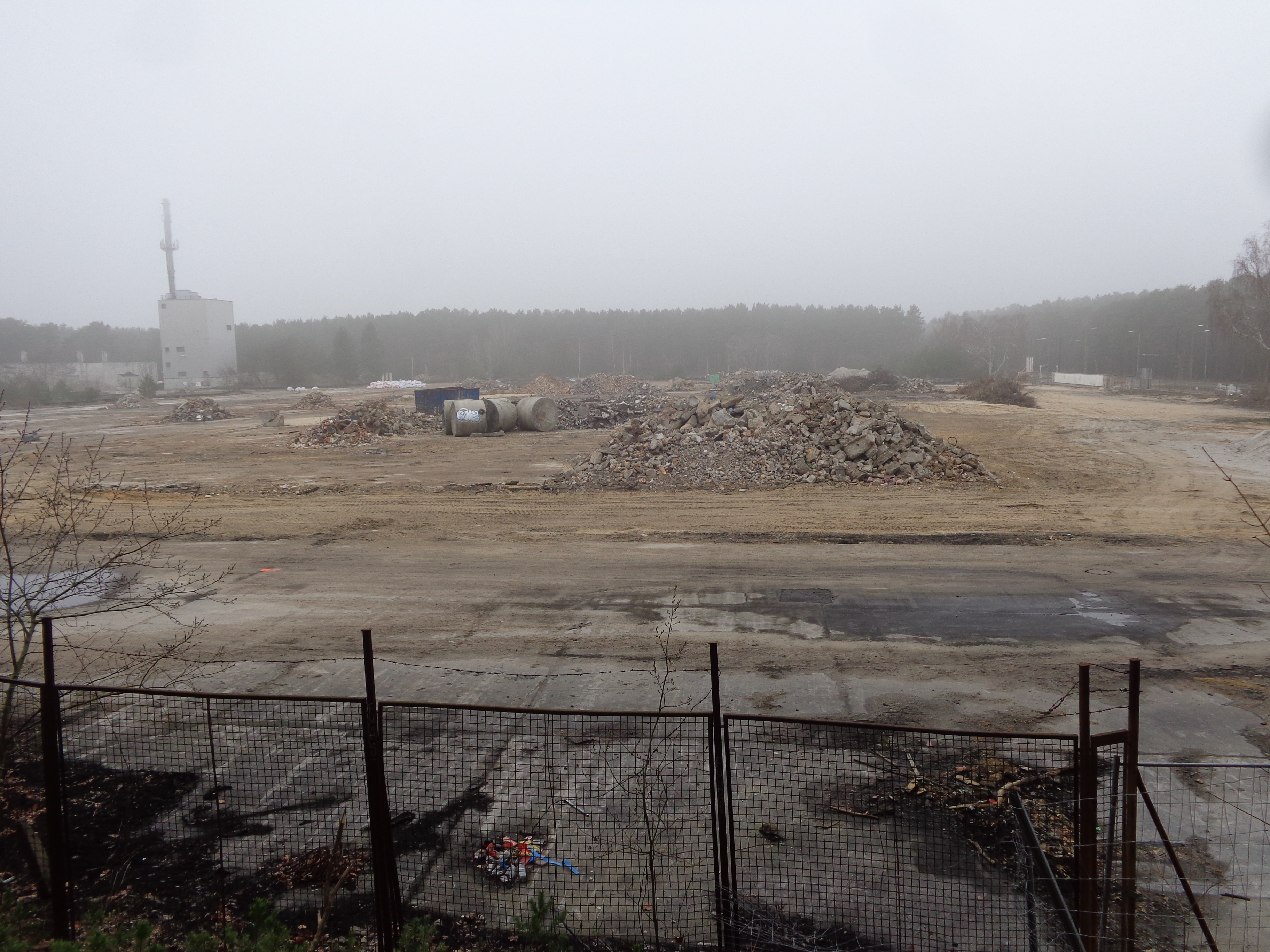
Gelände des ehemaligen Reifenwerks nach dem Abriss im März 2016 (rechts im Hintergrund der ehemalige Zugang am Adlergestell)

Bis 2008 waren noch Nachfolgebetriebe, darunter das Berliner Runderneuerungswerk, auf einem Teil des knapp 90.000 Quadratmeter großen Geländes mit der Anschrift Adlergestell 708–730 tätig. Ende April/Anfang Mai 2005 brannte ein 10.000 Quadratmeter großes Altreifenlager infolge von Brandstiftung; dabei handelte es sich nach Angaben des Landesbranddirektors um das größte Feuer in Berlin nach dem Zweiten Weltkrieg. Im Mai 2008 gab es einen weiteren Brand in einer Produktionshalle; auch hier ging die Polizei von Brandstiftung aus. Zu diesem Zeitpunkt gehörte das Gelände „zwei ausländischen Investmentfirmen“. Im Juli 2009 brannte es erneut.
In den folgenden Jahren entwickelte sich das nun zum Teil illegal gewerblich genutzte Gelände zu einer mehr und mehr verfallenden Industriebrache; die enormen Brandschäden wurden nicht beseitigt. Die Haltestelle „Reifenwerk“ der Straßenbahnlinie 68 wurde im Zuge der Streckensanierung 2012/13 aufgegeben. Anfang 2015 erwarb das Land Berlin das Grundstück mit dem erklärten Ziel der Aufforstung und Renaturierung von einem Geschäftsmann aus Westdeutschland, der es zuvor bei einer Zwangsversteigerung gekauft hatte. Bis Ende 2015 wurde nahezu die gesamte Bebauung abgebrochen.